# Camí del Badó
El Camí del Badó és una pista rural asfaltada del terme municipal de Sant Quirze Safaja, a la comarca del Moianès.
Arrenca de la carretera C-59, en el seu punt quilomètric 26,4, des d'on surt cap al nord-est; passa pel costat nord-oest de la masia de Poses. Des d'aquest lloc continua cap a llevant, i passa pel costat meridional del Badó. Es considera el final del seu recorregut en la placeta existent a la porta de l'església de la Mare de Déu del Carme del Badó.